# 年の差カップル刑事
『年の差カップル刑事』（としのさかっぷるでか）は、1998年から2004年までフジテレビ系「金曜エンタテイメント」で放送された刑事ドラマシリーズ。全3回。主演は高橋由美子。
ショムニで上司役の森本レオと恋人役を演じている。

## ストーリー
23歳差という親子ほど年の差のある女性警察官・茜と大学非常勤講師・藤吉のカップルが、茜の父親・緑郎とともに殺人事件の謎に挑むサスペンスコメディ。

## 登場人物

### 主要人物
村崎茜（むらさき あかね）
演 - 高橋由美子
警視庁江戸前警察署交通課の警察官。つばきという名の従姉がおり、姪の名はすみれ。
ミステリー大好きが高じて警察官になったが、交通課に配属された不満から事件が起きる度に事件に首をつっこんでいる。優れた観察眼と推理力、加えて藤吉の鋭い推理によって事件を解決に導く。
第2作では捜査一課への転属願を出したが受理されていない。大学の恩師である藤吉と恋愛し同棲中だが周囲には秘密にしている。第2作では警視庁の副総監の息子・長嶋克則にプロポーズされた。第3作では従姉のつばきの家で読んだクリスティーヌ・ヒムカイの占いの本通りのシチュエーションで出会ったジュエリーデザイナー・銀城貴一郎に恋心を抱く。大学時代のフランス語の成績はC。料理はかなり下手。密室殺人やダイイングメッセージという言葉が大好き。
一色藤吉（いっしき とうきち）
演 - 森本レオ
桃園女子大学非常勤講師。ミステリー研究会の顧問。
見た目通りのおっとりとした性格だが、鋭い着眼点で事件を推理していく。料理上手で茜の父・緑郎が上京してくると腕を振るう。冷やし中華のたれのかくし味には甜麺醤を使う。一方、花には詳しくないようで胡蝶蘭のことを百合だと言ってしまったほど。茜と同棲中だが周囲に秘密にしているため第1作では茜のアパートの管理人、第2作では茜の父親と嘘をつかされた。優しさがとりえだが女心に疎いようで、京都で49年に1回行われる山羊の角たいまつという祭りの取材のために茜との10年目の記念日をすっぽかしてしまい茜を怒らせた（第3作）。
村崎緑郎（むらさき ろくろう）
演 - 伊東四朗
茜の父。群馬在住で第2作で定年を迎えた。空手は黒帯の腕前。
妻亡き後男手ひとつで茜を育てた。誰よりも茜の幸せを願っている。厳しいが心根は優しく、最初は猛反対していた藤吉と茜の関係を認め早く結婚して欲しいと思っている。すきやきのしらたきが無償に好き。また冷やし中華には紅生姜がないと始まらない。亡き妻への初めてのプレゼントはゲランのミツコ。第2作では藤吉が茜の父親であるという話に合わせるために「音（おと）さん」というじいやを演じた。
第3作では年下の女性との再婚を発表して茜たちを驚かせた。

### 警視庁江戸前警察署
茶沢芳江（ちゃざわ よしえ）
演 - 柴田理恵
交通課の警察官。茜の上司。独身のお局様。交通課のお荷物の茜のすることにいつも頭を悩ませていて、いつも「村崎茜ー!!」と怒鳴っている。若い婦警にとくに厳しい。第3作では古株になった茜に親近感がわいて「お局ーズ」になろうと提案する。茜とのコンビだと1日で駐車違反を35件も検挙できて仕事がはかどるようでご機嫌になる。車の運転ができない。
白井錦也（しらい きんや）
演 - 佐戸井けん太
捜査課係長。第3作では課長に昇進している。事件に首を突っ込んでくる茜を快く思っていない。茜に対しては「交通課はおとなしく駐車違反の切符を切ってろ」「交通課はおとなしくピーポくんの相手でもしてろ」などの発言をする。権力や胸の大きい女性に弱い。交通課の新人とふたりきりでカラオケに行ったり、焼肉やエスニックに誘ったことをネタに茜に脅されてやむを得ず捜査に参加させた（第3作）。
紺野浩介（こんの こうすけ）
演 - 伊東貴明（第1作・第2作）
捜査課の刑事。白井係長の部下。茜とは同期にあたるため「こうすけ」と呼び捨てにされている。警察学校時代の試験の最後の問題の答えを茜に教えてもらったという弱みがあるので茜に強くでることができない。白井係長と同じように茜の意見に耳を貸さない。
玄田
演 - 小川敦志（第1作・第2作）
捜査課の刑事。
黄川田光彦（きかわだ）
演 - 西川弘志（第3作）
捜査課の刑事。白井課長の部下。茜の推理に耳を貸さない課長とは違い耳を傾ける。元気の無い茜の様子を気遣う一面を持つ真面目そうな優しい男である。
小池めぐみ
演 - 小川まるみ（第3作）
交通課の警察官。茜の後輩。

### その他
花園つばき（はなぞの つばき）
演 - 長野里美（第2作・第3作）
茜の従姉妹。香料研究所「サクラ・パヒューム」の調香師。

### ゲスト
第1作「お父さんは許しません」（1998年）
- 浅葱紫織（「パティスリー・コロリアージュ」社長） - 秋本奈緒美
- 橘蒼一朗（「パティスリー・コロリアージュ」チーフ） - 菊池健一郎
- 赤里橙子（「パティスリー・コロリアージュ」店員・茜の友人） - 宮前真樹
- 染谷美紅（「パティスリー・コロリアージュ」店員・黒川の恋人） - 渡辺めぐみ
- 青木繭子（「パティスリー・コロリアージュ」売り子） - 大島蓉子
- 教師 - 篠田薫
- 清水緋菜子の隣人 - 太地琴恵
- 黒川竹夫（「パティスリー・コロリアージュ」調理師） - 池田成志
- 金山敏彦（「パティスリー・コロリアージュ」経理） - ベンガル

第2作「お嬢さんを私に下さい」（2001年）
- 長嶋克則（外務省職員・長嶋の息子） - 菊池均也
- 里見桐也（香料研究所「サクラ・パヒューム」調香師・由里子の恋人） - 橋本さとし
- 梅村由里子（つばきの部下） - 及森玲子
- 萩原仁信（つばきの部下） - 植本潤
- 長嶋（警視庁副総監） - 大矢兼臣
- 長嶋（長嶋の妻） - 五十嵐美鈴
- リポーター - 山本由湖
- ギャルソン - 飯田基祐
- 薄野月彦（香料研究所「サクラ・パヒューム」経理） - 笹野高史
- 佐倉香梨（香料研究所「サクラ・パヒューム」代表） - 渡辺えり子（特別出演）
- 積圭祐

第3作「とっても永すぎた春」（2004年）
- 銀城貴一郎（ジュエリーブティック「ラグG」代表取締役） - 沢村一樹
- 高良みすず（ジュエリーブティック「ラグG」ジュエリー製作スタッフ） - 渡辺典子
- 黒鉄晶子（ジュエリーブティック「ラグG」ジュエリー製作スタッフ） - 猫背椿
- 石川真珠（ジュエリーブティック「ラグG」スタッフ） - 北川えり
- 猫山玉彦（ジュエリーブティック「ラグG」経理） - 阿南健治
- 金谷讃吾（ジュエリーブティック「ラグG」ジュエリー製作スタッフ） - 安藤亮司
- 郵便配達 - 武野功雄
- 唐沢桃子 - とよた真帆（友情出演）
- 大隈いちろう、奏谷ひろみ

## スタッフ
- 脚本 - 戸田山雅司
- 演出 - 吉田使憲（1.2）、樹下直美（3）
- 技斗 - 高瀬将嗣（1）、釼持誠（3）
- 技術協力 - ジェニック（1.2）、ジャパンヴィステック（3）
- 美術協力 - フジアール（1.2）、テレビ朝日クリエイト（3）
- スタジオ - レモンスタジオ
- ポスプロ - 映広
- 企画 - 清水賢治、瀧山麻土香、荒井昭博、保原賢一郎
- プロデューサー - 神山明子、指田貴行
- 制作 - フジテレビ、アズバーズ

## 放送日程
| 話数 | 放送日         | サブタイトル         | 脚本       | 演出     |
| ---- | -------------- | -------------------- | ---------- | -------- |
| 1    | 1998年10月23日 | お父さんは許しません | 戸田山雅司 | 吉田使憲 |
| 2    | 2001年09月07日 | お嬢さんを私に下さい | 戸田山雅司 | 吉田使憲 |
| 3    | 2004年02月27日 | とっても永すぎた春   | 戸田山雅司 | 樹下直美 |